# Abbaye de Berich
L’abbaye de Berich est une ancienne abbaye bénédictine puis augustinienne à Berich (de), aujourd'hui village englouti dans l'Edersee, en Allemagne.

## Histoire
L'abbaye est fondée en 1196 par le noble Engolf (Engelolph, Egelolf), comte de Battenberg, en tant que couvent bénédictin, bénéficiant d'une protection spéciale par l'archevêque de Mayence Conrad de Wittelsbach la même année et confirmé par le roi de Germanie Philippe de Souabe en 1205. L'installation se situe à environ 2,5 kilomètres au sud-ouest du château de Waldeck, sur une colline étroite au-dessus de la rive nord de l'Eder. L'église abbatiale gothique est construite au XIIIe siècle.
Comme tous les couvents de l'époque, Berich sert principalement à soigner les filles célibataires de la noblesse et reçoit des dons à cet effet. Par exemple, le comte Siegfried Ier de Wittgenstein (de) certifie en 1243 que Tammo de Beltershausen avait transféré trois fermes et un moulin à Beltershausen à l'abbaye de Berich pour subvenir aux besoins de sa fille. Déjà trois ans plus tôt, on rapporte que le même Tammo avait fait don d'une ferme à Mandern à l'abbaye de Berich et qu'en 1255 il était parvenu à un accord avec le couvent sur le paiement des intérêts annuels de Mandern. Il est documenté du XIVe siècle que le chevalier Otto Hund de Kirchberg donna la moitié de trois sabots à Heimarshausen à l'abbaye le 27 octobre 1303 et qu'Hermann et Otto Hund rencontrèrent le 29 octobre 1356 le prévôt Reginhard, la prieure Walburgi et le couvent et se mirent d'accord sur le défrichement et la location d'une zone proche d'Altenstädt et de Gerhardshausen, envahie par des buissons épineux.
Dans de nombreuses abbayes, dont Berich, il y a des signes généraux de décadence au XVe siècle en raison du vieillissement, du déclin du nombre de nouveaux entrants et des goulots d'étranglement financiers, et la maison du comté de Waldeck tente de mettre en œuvre la Réforme protestante. L'abbé de Bursfelde (de), Johannes von Hagen (de), enquête en 1459 sur les conditions de désolation de l'abbaye de Berich pour le compte de l'archevêque de Mayence et des comtes de Waldeck. En 1463, le couvent de Böddeken, près de Büren, se convertit au protestantisme, transformé en couvent augustinien et incorporé à la congrégation de Windesheim.
Après l'introduction de la Réforme protestante dans le comté de Waldeck en 1526, l'abbaye est dissoute en 1566 après la mort de la dernière prieure, Anna von Weiters. Elle devient la propriété des comtes de Waldeck et sert de ferme laitière. À partir de 1577, le lycée de Korbach (de) construit par les comtes perçoit les revenus. En 1753, elle forme un village appelé Berich, dans lequel d'abord dix familles de colons s'installent. Le village, qui compte 134 habitants en 1905, doit être abandonné lors de la construction du barrage d'Edersee (1908-1914), il est submergé dans les eaux du lac lors de la crue du barrage.

## Église
L'église abbatiale devient une église protestante à partir de 1544. Une plaque accrochée aujourd'hui dans l'église protestante de Neu-Berich témoigne d'une rénovation de l'église en 1699. Après 1766, Berich fait partie de la paroisse de Netze, aujourd'hui un quartier de la ville de Waldeck. De 1912 à 1914, avant l'afflux de l'Edersee, l'église est partiellement démolie et reconstruite dans le nouveau village de Neu-Berich sous sa forme ancienne, mais raccourcie de deux travées. Les pierres autour des fenêtres et autour du portail ont été soigneusement démontées par les villageois, numérotées et amenées à Neu-Berich avec des bœufs et des charrettes tirées par des chevaux. Cela s'est également produit avec les portes, les fenêtres, les sols, les orgues et les autels. Les coûts de reconstruction s'élèvent à 20 000 marks. L'autel marial de style gothique tardif de l'ancienne église abbatiale se trouve aujourd'hui dans l'église reconstruite de Neu-Berich. Elle date d'environ 1520. Son origine est difficile à prouver ; il appartient probablement à l'école de Waldeck.

## Source de la traduction
- (de) Cet article est partiellement ou en totalité issu de l’article de Wikipédia en allemand intitulé « Kloster Berich » (voir la liste des auteurs).